# Oracle Corporation
Oracle (Oracle Corporation) — американська корпорація, найбільший у світі розробник програмного забезпечення для організацій, великий постачальник серверного обладнання. Oracle Corporation (nasdaq ORCL) — одна з найбільших американських компаній, розробників систем керування базами даних, знарядь для розробки баз даних, а також ERP-систем.

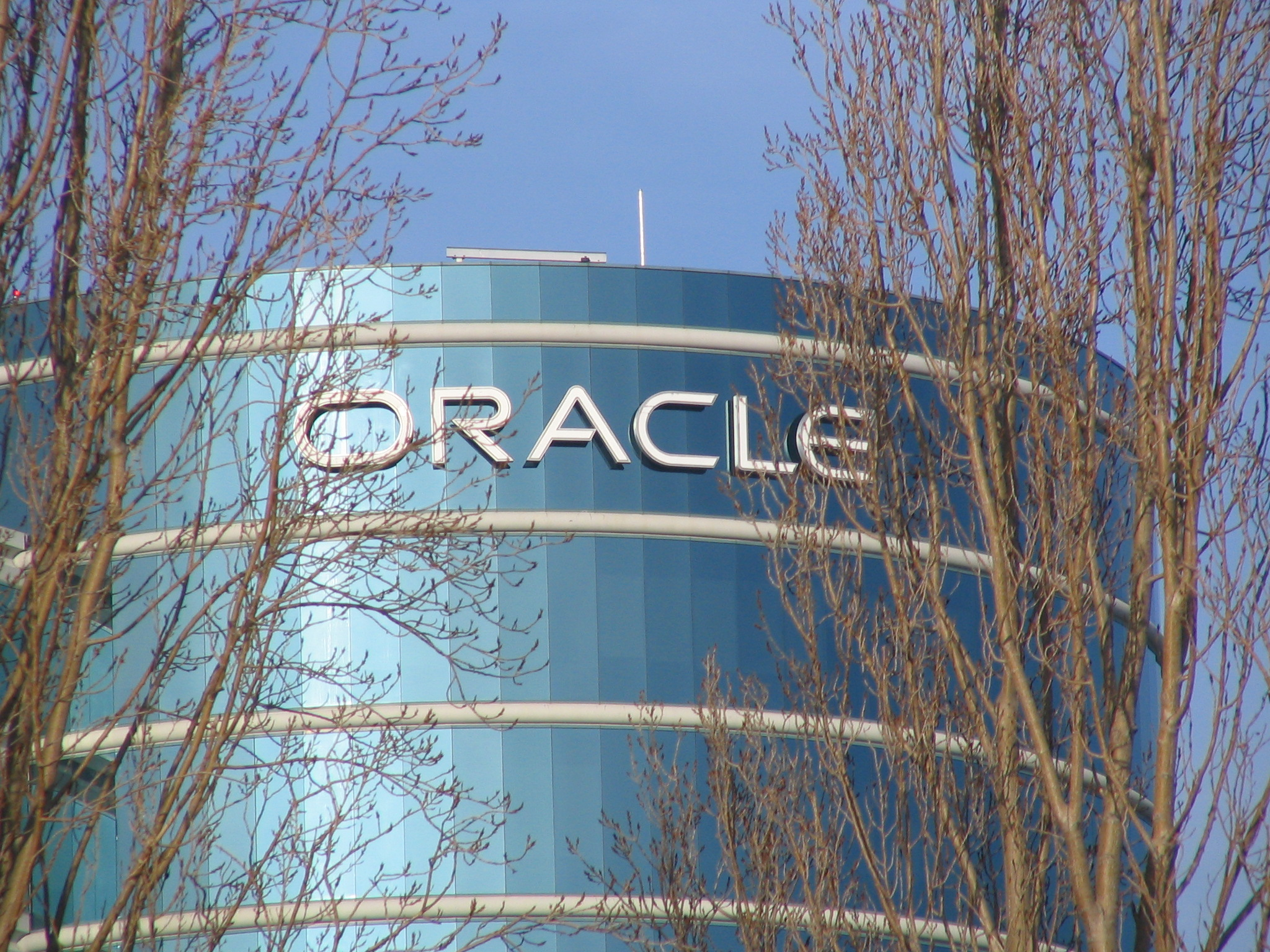

Штаб-квартира корпорації розташована у США, у штаті Каліфорнія, неподалік Сан-Франциско.
В Oracle працює 132 262 особи в усьому світі (станом на останній квартал 2016 року). Корпорація збільшила свою частку на ринку програмного забезпечення завдяки органічному зростанню та багатьом високотехнологічним придбанням. На 2007 рік Oracle стала третьою за величиною доходів на програмному забезпеченні компанією після Microsoft й IBM.
Флагманським і найвідомішим продуктом є система керування базами даних Oracle. Компанія також створює багато знарядь для розробки баз даних і систем середнього рівня програмного забезпечення, програмного забезпечення для планування ресурсів підприємства (ERP), Customer Relationship Management Software (CRM) та керування ланцюжками постачання (SCM).
Ларрі Еллісон, засновник корпорації Oracle, обіймає посаду генерального директора Oracle протягом усієї історії існування компанії. Еллісон також був головою ради до його заміни на О. Джеффрі Генлі у 2004 році. Еллісон зберігає свою роль як виконавчого директора.

## Історія
Компанія була заснована в червні 1977 року в Санта-Кларі (Каліфорнія) під найменуванням SDL (абревіатура від англ. Software Development Laboratories) Ларрі Еллісоном, Бобом Майнером (англ. Bob Miner) і Едом Оутсом (англ. Ed Oates). Всі троє засновників працювали до цього року в компанії Ampex над проєктом для ЦРУ США з кодовою назвою Oracle. Цю кодову назву присвоїли розробленій в перші місяці існування SDL СУБД. В середині 1979 року авіабаза Райт-Патерсон ВВС США придбала Oracle v2 і стала першим замовником компанії. До цього ж часу відноситься перейменування SDL в RSI (англ. Relational Software, Inc.).
Завдяки успіхам продукту Oracle v.2, RSI в 1982 році ухвалила рішення про перейменування в Oracle. У 1983 році була випущена третя версія СУБД. У 1984 році компанія отримала фінансування від Sequoia Capital. Послідовно були випущені четверта (в 1984 році) і п'ята (в 1985 році) версія СУБД. У березні 1986 року Oracle здійснила первинне розміщення в розмірі близько 2,1 млн акцій на NASDAQ. В той момент в компанії працювало 450 співробітників, а річний оборот склав 55 млн доларів. У 1987 році в компанії формується підрозділ бізнес-додатків, орієнтоване на створення тиражованого прикладного програмного забезпечення, тісно інтегрованого з фактично єдиним на той момент продуктом компанії — СУБД. У 1989 році штаб-квартира компанії переїжджає в комплекс споруд в Редвуд-Шорс (Каліфорнія), обіг в 1989 році досяг 584 млн доларів.
Перші комерційні труднощі компанії пов'язані з 1990 роком. Вказується, що через надані великим клієнтам розстрочки платежів, що перетворилися в безнадійні борги, і помилок бухгалтерського обліку компанія закінчила рік зі збитками в 12,4 млн доларів і звільнила 400 осіб з близько 4 тис. співробітників на той момент часу.
У 1992 році компанія випустила версію 7 своїй Oracle Database. У 1994 році компанія придбала у DEC підрозділ, що розробляє СУБД Rdb і всі права на продукт, таким чином, починаючи з цього часу компанія почала поставляти декілька систем управління базами даних. У 1995 році компанія придбала компанію-розробника першої в історії багатовимірної системи управління базами даних Express і OLAP-інструментарію на її основі. У тому ж році, корпорація увійшла на ринок проміжного програмного забезпечення, випустивши Oracle Web Application Server і оголосивши стратегічні інтереси в розвитку технологій для триярусної архітектури та веб. У 1997 році випущена версія 8 СУБД Oracle Database, в якій були підтримані елементи об'єктноорієнтованого проєктування та програмування.
У 1998 році Oracle першою серед провідних виробників інтегрованих ERP-пакетів обладнала свій комплект бізнес-додатків Applications вебдоступом; таким чином, будь-яку операцію в ERP-системі стало можливо здійснювати з браузера.
Oracle була єдиним великим постачальником програмного забезпечення для організацій, які не зазнали серйозних труднощів в період краху доткомів на початку 2000 року.
У 2003-2005 роках компанія сконцентрувалася на екстенсивній боротьбі за частки на ринках бізнес-додатків, в результаті якої в кінці 2004 року після півторарічного опору була вороже поглинена компанія PeopleSoft (займала на момент придбання друге місце на глобальному ринку ERP-систем), а на початку 2006 року — було придбано компанію Siebel (лідер CRM-ринку того часу). У 2006 році корпорація оголосила, що об'єднає кращі практики бізнес-додатків поглинених компаній в єдину систему, проєкт створення такої системи отримав найменування Fusion, майбутні програми — Fusion Applications, а проміжне програмне забезпечення з продуктового портфеля корпорації було об'єднано під торговою маркою Fusion Middleware.
Поглинувши у 2008 році BEA, Oracle вийшла на перше місце на ринку серверів додатків і друге місце на ринку проміжного програмного забезпечення в цілому. В цьому ж році компанія увійшла на ринок апаратного забезпечення, випустивши на основі обладнання Hewlett-Packard апаратно-програмний комплекс Exadata, кластер серверів під управлінням RAC.
У січні 2010 року корпорація завершила операцію з поглинання Sun Microsystems, яка терпіла збитки. У 2011-2012 роках були поглинені такі великі виробники хмарних додатків, як Taleo і RightNow.

## Продукти
Ключовий продукт з моменту створення компанії й по нинішній день — Oracle Database. Починаючи з 1990-х років компанія розвиває і реалізує й інші СУБД. На 2006 рік Gartner оцінював частку Oracle на ринку СУБД в 46,8 %, за оцінками IDC від 2007 року частка Oracle склала 44,3 %. 
В результаті поглинання Sun Microsystems, до Oracle перейшли активи MySQL AB і вільно поширювана СУБД MySQL. У 2011 році корпорація випустила версію 5.6 цієї СУБДД, що позиціюється як вільна альтернатива Microsoft SQL Server.
Berkeley DB — вбудована нереляційна СУБД, що перейшла до Oracle у 2006 році в результаті придбання компанії Sleepycat Software. За оцінкою IDC, завдяки Berkeley DB (а також TimesTen), Oracle займає на 2009 рік перше місце на ринку вбудованих СУБД з часткою 30,3 %.
Також в продуктовому портфелі корпорації є:
- Резидентна СУБД Timesten (набута разом з однойменною компанією у 2005 році).
- Багатовимірна СУБД Essbase, що увійшла в лінійку продуктів в результаті поглинання Hyperion у 2007 році.
- Реляційна СУБД Rdb, яка спочатку розроблялась в DEC як інфраструктурний проєкт для VMS і перейшла в Oracle в 1994 році в результаті придбання департаменту, який розробляв Rdb.
- Знята в кінці 2000-х років з підтримки багатовимірна СУБД Express — перша у світі багатовимірна система управління базами даних, придбана корпорацією в 1995 році[33].